# Синкрай (Харгіта)
Синкрай (рум. Sâncrai) — село у повіті Харгіта в Румунії. Входить до складу комуни Дялу.
Село розташоване на відстані 222 км на північ від Бухареста, 37 км на захід від М'єркуря-Чука, 139 км на схід від Клуж-Напоки, 82 км на північ від Брашова.

## Населення
За даними перепису населення 2002 року у селі проживали 1096 осіб.
Національний склад населення села:
| Національність | Кількість осіб | Відсоток |
| -------------- | -------------- | -------- |
| угорці         | 1078           | 98,4%    |
| цигани         | 13             | 1,2%     |
| румуни         | 5              | 0,5%     |

Рідною мовою назвали:
| Мова      | Кількість осіб | Відсоток |
| --------- | -------------- | -------- |
| угорська  | 1078           | 98,4%    |
| циганська | 13             | 1,2%     |
| румунська | 5              | 0,5%     |